# برايان غيلمور
برايان غيلمور (بالإنجليزية: Brian Gilmour)‏ هو لاعب كرة قدم بريطاني، ولد في 8 مايو 1987 في Irvine, North Ayrshire ‏ في المملكة المتحدة. شارك مع منتخب اسكتلندا تحت 19 سنة لكرة القدم. أما مع النوادي، فقد لعب مع كوين أوف ساوث ولينكولن سيتي أف سي وناتسبيرنوفلاغ أكوريرار ونادي آير يونايتد ونادي رينجرز ونادي ستنهاوسموير وهكا.

## وصلات خارجية
- برايان غيلمور على موقع قاعدة بيانات كرة القدم.إي يو (الإنجليزية)
- برايان غيلمور على موقع Soccerbase.com (لاعب) (الإنجليزية)